# Tirà xiulador del Chocó
El  tirà xiulador del Chocó (Sirystes albogriseus) és un ocell de la família dels tirànids (Tyrannidae).

## Hàbitat i distribució
Habita els boscos de les terres baixes de Panamà, nord-oest de Colòmbia i nord-oest de l'Equador.